# 数字集群通信标准
数字集群通信标准（Digital Moblie Radio，简称DMR）是欧洲电信标准协会（ETSI）标准TS 102 361第1-4部分所制订的开放的商业性无线电通信数字制式标准，并应用于世界各地的无线电产品。 DMR以及 P25 phase II和NXDN均使用专有的 AMBE+2实现6.25kHz等效带宽的主要竞争技术。 DMR和P25 II都在12.5 kHz频道中使用双时隙 TDMA，而NXDN分频时使用离散的6.25kHz信道。 由于与其他商业性数字模式相比具有较低的成本而且更加简单，该标准在业余无线电圈子中变得十分流行。
DMR有三个版本。 DMR I和II（常规）于2005年首次发布，DMR III（集群版本）于2012年发布，制造商通常会在每个版本发布后的几年内生产产品出售。 
该标准的主要目标是制作一个具有低复杂性，低成本和具有跨品牌互操作性的数字通信系统，因此无线电通信爱好者不会被控制在专用解决方案中。 然而实际上，许多品牌都没有完全遵守这一开放的标准而使用了专有功能，使其产品不具有互操作性。

## 规范
DMR标准由以下ETSI标准定义：
- TS 102 361-1：空中通信协议
- TS 102 361-2：语音和一般服务和设施
- TS 102 361-3：数据协议
- TS 102 361-4：中继协议

DMR标准在全球地面频段中使用现有12.5 kHz 信道间隔内运行，但通过围绕30ms结构构建的双时隙TDMA技术实现了两个语音信道的双工运行。调制使用4态FSK模式，它以4,800bit/s的速度产生四个可能的码元，对应于9,600bit/s。 在前向纠错并分成两个信道之后，使用DMR的单个语音信道剩余2,450bit/s，而使用P25的信道为4,400bit/s，传统电话的速度为64,000bit/s。
这些标准仍在（截至2015年底）开发中，随着更多的部署和发现的漏洞保持着定期修订。 这很可能对标准进行进一步的改进有帮助，这将需要在未来对终端和基础设施进行固件升级时利用这些新的改进，但如果不这样做，有可能会出现潜在的不兼容的问题。
DMR涵盖了30MHz至1GHz的RF范围。
DMR的运行标准（截至2016年初）工作频率要求低至66MHz（欧盟制订的低频VHF标准范围为66-88MHz。）
DMR协会和制造商声称DMR具有优于FM模拟信号的性能。当接收信号很好的时候，前向纠错可以提供更好的语音质量。 然而，在实际情况中，数字调制协议更容易受多径干扰的影响，并且无法在FM模拟信号模式中提供降级的可以识别的语音信号。 在更高的语音质量环境下，DMR的效果比FM模拟信号要好上约11dB。 但是在较低的语音质量环境下，FM模拟信号的效果比DMR要好上约5dB。
在使用数字信号处理用于增强模拟信号 FM音频质量的情况下，FM模拟信号在所有情况下通常都优于DMR，原本2-3dB的“高品质”的声音和“低质量”声音改善会提高约5dB。当数字信号用于增强FM模拟信号的音频质量时，其整体“提供的音频质量”也远好于DMR。然而，FM模拟信号的音频的DSP处理并没有消除12.5kHz的能力，因此DMR的频谱效率更高。

## DMR标准历程

### DMR I 代标准
DMR I代标准允许在欧洲的PMR446频段中免费使用且仅允许在直频通联中使用（即不使用中继）。 该标准提供消费级应用和低功耗的商业应用，最多仅允许使用0.5W的发射功率。
需要注意的是该标准仅在欧洲范围内的PMR446频率中允许免费自由使用，这意味着PMR446收音机包括支持DMR的无线电只能依法在其他国家由依法设置的运营商进行使用。
中国制造商（主要是宝峰）出售了一些支持DMR的无线电一直误标为使用DMR I代标准。但使用DMR I代标准的无线电设备仅允许使用PMR446许可证的免费频率，并且根据法律规定所有适用于所有PMR446无线电最大的发射功率不得超过0.5 W。
虽然DMR I代标准允许无线电使用连续传输的模式，但所有已知的DMR I代标准无线电目前都与使用DMR II代标准的无线电一样在使用TDMA制式。这可能是由于电池的蓄电量进行DMR制式的连续发送相比TDMA制式的发送仅能发送其一半的时间。

### DMR II代标准
DMR II代标准允许工作在66-960MHz的PMR频段的传统无线电系统、移动电话和手提便携式设备上使用。
ETSI的DMR II代标准主要针对于服务那些需要更高的频谱效率、高级语音功能和集成IP数据服务的用户，这些服务主要工作在允许进行高功率通信的频段。 许多制造商都生产并在市场上销售符合DMR II代标准的产品。ETSI的DMR II代标准和DMR III代标准规定了12.5kHz信道中TDMA的双时隙系统。

### DMR III代标准

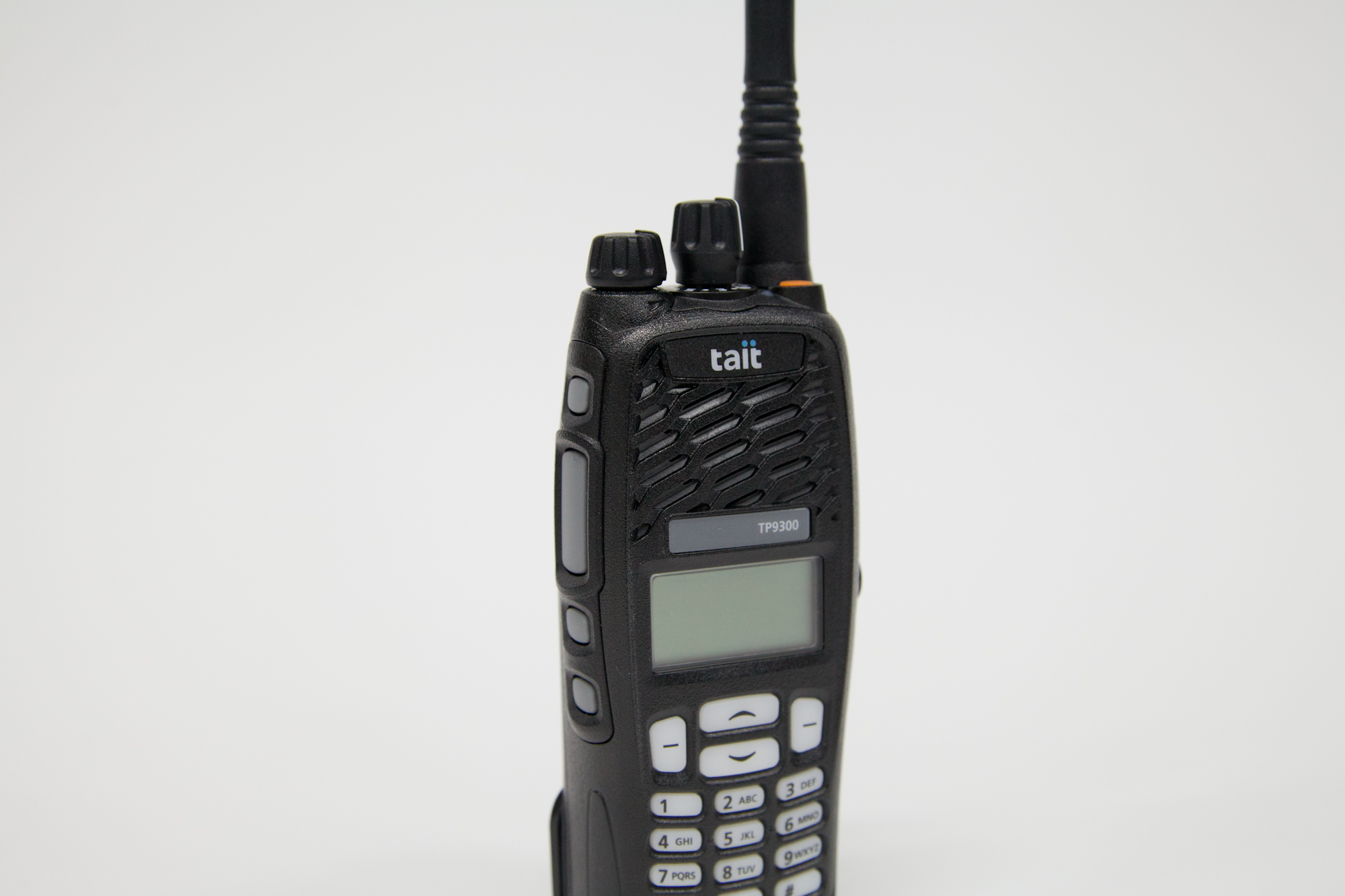
一种兼容DMR III代协议标准的便携式无线电；

DMR III代标准允许工作在66-960MHz频段的中继台。 DMR III代标准支持类似于TETRA的语音和短消息处理，内置有128字符的状态消息和短消息，支持的多种格式的数据高达288 bit。 它还支持各种类型的分组数据服务，包括对于IPv4和IPv6的支持。符合DMR III代标准的产品于2012年正式发售。

## DMR 协会
2005年，DMR协会与潜在的DMR设备制造商（包括Tait Communications，Fylde Micro，Selex，Motorola，Hytera，Sanchar Communication，Vertex Standard， Kenwood和 Icom）签订了谅解备忘录（MOU），以建立通用标准和互操作性功能。 虽然DMR标准没有制订声码器的标准，但加入了MOU的成员同意使用半速率DVSI高级多频段激励（AMBE）声码器来确保其互操作性。 2009年，MOU成员共同成立了DMR协会，致力于各供应商生产的设备之间的可互操作性，并向他们提供了有关DMR标准的信息。自2010年以来，协会一直在进行各供应商生产的设备之间的互操作性测试。结果会发布在DMR协会网站上。 目前DMR协会大约有40名成员。

## 商业产品
- HQT （页面存档备份，存于） DMR系列设备
  - DMR II代标准产品 
    - 数字移动无线电: DH-9800
    - 数字移动无线电: DM-9800
    - 数字中继: DR-9200
    - Dispatch System: DS-9200
- Samhoo （页面存档备份，存于） DMR系列设备
  - DMR II代标准产品: ST3, SC3
  - DMR III代标准产品
    - 手提式移动设备: SPH6040 (UHF 400 – 470MHz), SPH6035 (UHF 350 – 400MHz), SPH6015 (VHF)
    - 移动设备: SPM6040 (UHF 400 – 470MHz), SPM6035 (UHF 350 – 400MHz), SPM6015 (VHF)
    - 数字模块: SPB6040 (UHF 400 – 470MHz), SPB6035 (UHF 350 – 400MHz), SPB6015 (VHF)
- Aselsan
  - Aselsan系列模块: DMR4700 Series
- Avtec, Inc.
  - Scout True IP Console
- Etherstack
  - Etherstack licensing: Mobile Protocol Stack (DMR Tier II/III), Base Protocol Stack (DMR Tier II/III), AIS
- Fylde Micro
  - DMR trunking infrastructure (DMR Tier III)
- EXCERA (www.excera.com.cn)
  - DMR TIER II & III: EP8100,EM8100
- Harris Momentum
- Hytera DMR series
  - DMR Tier II: PD35X, PD36X, PD50X, PD56X, PD60X, MD65X, PD66X, PD68X,  RD62X
  - DMR Tier III (trunking):  X1p,  X1e, PD70X, PD78X, MD78X, PD79X, PD79X Ex, RD96X, RD98X, DS-6210, DS-6211, DS-6310
- Kenwood (JVCKENWOOD) DMR Series
  - DMR Tier II: Hand-portables: TK-D200 and TK-D300 Series, TK-D240, TK-D340 Series, NX-5000 Series (Multi-protocol), NX-5200, NX-5300, NX-3000 Series (Multi-protocol), NX-3220, NX-3320
  - DMR Tier II: Mobiles: TK-D740, TK-D840, NX-5000 Series (Multi-protocol), NX-5700, NX-5800, NX-3000 Series (Multi-protocol), NX-3720, NX-3820
  - DMR Tier II: Repeaters: TKR-D710 and TKR-D810
- Motorola MOTOTRBO （页面存档备份，存于）
  - System Types: IP Site Connect, Capacity Plus, Linked Capacity Plus, Connect Plus, Capacity Max (full DMR Tier III when engineered in "interoperability mode")
  - Repeaters: XPR8300, XPR8400, MTR3000, SLR5000 series, SLR8000 series
  - Portable Subscribers: CP200d, XPR6300, XPR6550, XPR6580, XPR7350, XPR7380, XPR7550, XPR7580, SL7550, SL7580, SL300, XPR3000e series, XPR 7000e series, SL7000e series
  - Mobile Subscribers: XPR4000 series, CM200d, CM300d, XPR2500, XPR5000 series, XPR5000e series
- Tait Communications
- Radio Activity Solutions
- RADIODATA GmbH
  - RADIODATA DIPRA Radios Include: MS2217D (VHF Low), MS2221D (VHF), DM2217D (VHF Low, datamodem), DM2221D (VHF, datamodem)
  - RADIODATA DIPRA DMR trunking infrastructure (DMR Tier III)
- SELEX Elsag
- Sepura DMR
  - Sepura DMR Equipment Includes: SBP Series, SBM8000, SBR8000
- Simoco Wireless Solutions （页面存档备份，存于）
  - 数字移动无线电 SDP650, SDP660, SDP750 and SDP760
  - 数字移动无线电 SDM610, SDM622, SDM630 and SDM730
  - DMR infrastructure (DMR Tier II and Tier III)
- TECHBOARD S.r.l. Communications Division EMC-TB

EMC-TB Models Include: LANDER DMR, DATALANDER DMR, ROMULUS DMR
- Tytera: MD-280, MD-380 (firmware editable[8]), MD-390, MD-2017 (dual VHF/UHF), MD-9600 (dual VHF/UHF)
- Vertex Standard EVX series

Vertex Standard Models Include: EVX-530 Series, EVX-5300/5400, EVX-R70
A full list of DMR Equipment Manufacturers is available from the DMR association. 
DMR products that have successfully passed interoperability testing are posted on the DMR Association website, along with their test certificates.